# نادي بوتافوغو اس بي
نادي بوتافوغو إس بي لكرة القدم (بالبرتغالية: Botafogo Futebol Clube (SP)‏) ، هو نادي كرة قدم برازيلي من ولاية ساو باولو، أسس سنة 1918 م.

## وصلات خارجية
- الموقع الرسمي